# Uzak
Uzak – turecki dramat filmowy z 2002 roku w reżyserii Nuri Bilge Ceylana. 
Obraz zdobył drugą nagrodę konkursu głównego, Grand Prix, na 56. MFF w Cannes. Został również zgłoszony jako oficjalny turecki kandydat do nagrody Amerykańskiej Akademii Filmowej w kategorii najlepszego filmu nieanglojęzycznego, ale nie uzyskał nominacji.

## Fabuła
Film opowiada o Mahmucie, fotografie pracującym w Stambule, którego rytm życia zostaje zaburzony przez przyjazd kuzyna z prowincji.

## Obsada
- Fatma Ceylan jako matka
- Zuhal Gencer jako Nazan
- Mehmet Emin Toprak jako Yusuf
- Muzaffer Özdemir jako Mahmut
- Feridun Koç jako woźny
- Nazan Kırılmış jako kochanek
- Ebru Ceylan jako młoda dziewczyna
- Arif Asçi